# Classe Scharnhorst (couraçados)
A Classe Scharnhorst foi uma classe de couraçados operada pela Kriegsmarine, composta pelo Scharnhorst e Gneisenau. Suas construções começaram em 1935, foram lançados ao mar em 1936 e comissionados na frota alemã em 1938 e 1939. Os navios foram encomendados em resposta aos novos couraçados da Classe Dunkerque da Marinha Nacional Francesa, com os alemães cancelando uma planejada classe de cruzadores pesados em favor dos couraçados da Classe Scharnhorst. Sua construção foi autorizada pelo Acordo Naval Anglo-Germânico de 1935, que removeu as restrições previamente estabelecidas pelo Tratado de Versalhes sobre o poderio naval alemão.
Os dois couraçados da Classe Scharnhorst eram armados com uma bateria principal composta por nove canhões de 283 milímetros montados em três torres de artilharia triplas. Tinham um comprimento de fora a fora de pelo menos 230 metros, boca de trinta metros, calado de dez metros e um deslocamento carregado de mais de 38 mil toneladas. Seus sistemas de propulsão eram compostos por doze caldeiras a óleo combustível que alimentavam três conjuntos de turbinas a vapor, que por sua vez giravam três hélices até uma velocidade máxima de 31 nós (57 quilômetros por hora). Os navios também eram protegidos por um cinturão principal de blindagem de 150 até 350 milímetros de espessura.
O Scharnhorst e Gneisenau operaram juntos no começo da Segunda Guerra Mundial em 1939, realizando surtidas no norte do Oceano Atlântico com o objetivo de atacar navios mercantes britânicos. Participaram em meados de 1940 da invasão da Dinamarca e Noruega, durante a qual enfrentaram brevemente o cruzador de batalha britânico HMS Renown em 9 de abril e o porta-aviões HMS Glorious em 8 de junho, afundando este último. Neste confronto, o Scharnhorst realizou um dos mais longos acertos de artilharia naval na história. Depois disso foram alvos de ataques aéreos na França até fevereiro de 1942, quando fizeram uma corrida pelo Canal da Mancha de volta para a Alemanha.
O Gneisenau foi seriamente danificado por um ataque aéreo britânico, assim o Scharnhorst prosseguiu sozinho para a Noruega a fim de realizar ações contra comboios Aliados para a União Soviética. Ele partiu no final de dezembro de 1943 junto com vários contratorpedeiros para interceptar um comboio, porém acabou emboscado na Batalha do Cabo Norte, quando foi afundado pelo couraçado HMS Duke of York. O Gneisenau enquanto isso estava sendo reparado e no processo de ser rearmado, porém os trabalhos foram abandonados depois do naufrágio do Scharnhorst. Foi afundado como bloqueio naval em Gotenhafen em 1945 e seus destroços desmontados na década de 1950.

## Desenvolvimento
O Tratado de Versalhes de 1919, que estabeleceu os termos do fim da Primeira Guerra Mundial, restringiu a construção naval da Alemanha para navios de guerra de até 10,1 mil toneladas. Debates sobre o papel e tamanho da marinha ocorreram por toda década de 1920, quando o aumento da construção naval na França e União Soviética fizeram os alemães começarem a elaborarem projetos para grandes navios capitais. O primeiro projeto foi finalizado em 1928 e era para um cruzador de batalha de 17,8 mil toneladas armado com oito canhões de 305 milímetros em quatro torres de artilharia duplas, sendo muito baseado no projeto dos cruzadores de batalha da Classe Ersatz Yorck iniciados mas não finalizados durante a guerra. O ditador Adolf Hitler chegou ao poder em 1933 e ele deixou claro ao comando naval que não tinha interesse em construir uma frota grande para desafiar a supremacia marítima do Reino Unido. Hitler estava preocupado principalmente com uma guerra limitada contra a França, algo que necessitaria da proteção das rotas marítimas alemãs. Para isto ele autorizou dois cruzadores pesados, a Classe D, para complementar os três navios da Classe Deutschland. Esses cruzadores teriam um deslocamento de 19,3 mil toneladas e o mesmo armamento de armas de 283 milímetros da Classe Deutschland, com o peso extra sendo usado para melhorar a proteção. Hitler queria seguir por esse caminho para que assim não fosse visto como violando diretamente o Tratado de Versalhes. Ele não percebeu que navios corsários provocariam o Reino Unido muito mais do que um cruzador de batalha, que seria considerado inferior aos couraçados e cruzadores de batalha em serviço na Marinha Real Britânica.
A Marinha Nacional Francesa construiu os dois couraçados da Classe Dunkerque no início da década de 1930 para fazer frente à Classe Deutschland. Isto por sua vez fez os alemães a começarem a planejar um cruzador de batalha ainda mais poderoso. O almirante Erich Raeder, chefe da Reichsmarine, argumentava desde 1933 um aumento das qualidades defensivas da Classe Deutschland e um aumento do poder ofensivo pela adição de uma terceira torre de artilharia tripla. Isto também era a opinião da Marinha do Império, que considerava o projeto da Classe D como desequilibrado. Hitler concordou com um aumento da blindagem e subdivisão interna, mas proibiu um aumento do armamento. Ele finalmente cedeu em fevereiro de 1934 e permitiu uma torre de artilharia extra. Os novos navios teriam um deslocamento de 26,4 mil toneladas e seriam armados com nove canhões de 283 milímetros. Hitler, a fim de garantir segurança política para a construção dessas embarcações, assinou o Acordo Naval Anglo-Germânico em 1935, que garantia ao Reino Unido uma superioridade numérica de três para um em relação à Alemanha e, mais importante, removeu as limitações do Tratado de Versalhes.
A construção da Classe D foi cancelada para dar espaço para o que se tornaria a Classe Scharnhorst. Os nomes provisórios que tinham sido alocados para os dois membros da Classe D, Ersatz Elsass e Ersatz Hessen, foram repassados para os novos navios e os contratos de construção foram fechados com a Kriegsmarinewerft Wilhelmshaven e a Deutsche Werke em Kiel. O início das obras foi segurado em catorze meses, parcialmente porque Hitler queria garantir o tratado com o Reino Unido antes do início de quaisquer trabalhos, mas parcialmente também por causa de várias alterações de projeto que ocorreram depois dos navios terem sido encomendados.
O maior tamanho de canhão permitido pelo Acordo Naval Anglo-Germânico era de 406 milímetros, assim Hitler logo começou a ter dúvidas sobre as armas que seriam usadas nos novos navios, ordenando que fossem rearmados com canhões de 380 milímetros. As torres de artilharia de 283 milímetros estavam prontamente disponíveis, mas demoraria anos para que torres de 380 milímetros fossem desenvolvidas e Hitler queria navios capitais o mais rápido possível para realizar seus desejos políticos. Ele também foi lembrado que, apesar das permissões do Acordo Naval Anglo-Germânico, o Reino Unido historicamente sempre foi sensível sobre aumentos do tamanho dos canhões de navios capitais alemães. Ele cedeu e as embarcações foram armadas como planejado mas com a condição de que fossem rearmadas com canhões de 380 milímetros quando possível. A torre de 380 milímetros acabou sendo usada na sucessora Classe Bismarck. Um plano para fazer a troca do armamento do Gneisenau foi proposto em 1942 enquanto o navio estava sob reparos, o que também necessitaria do alongamento do casco, fortalecimento das barbetas e reforma do sistema elétrico, mas isto foi abandonado no ano seguinte.

## Projeto

### Características
Os dois couraçados da Classe Scharnhorst tinham 226 metros de comprimento entre perpendiculares; o Schanrhorst tinha 234,9 metros de comprimento de fora a fora, já o Gneisenau era ligeiramente mais curto com 229,8 metros de comprimento de fora a fora. Os dois tinha uma boca de trinta metros e foram projetados para terem um deslocamento de 35 540 toneladas, o que lhes dava um calado de 9,1 metros. No deslocamento padrão de 32,6 mil toneladas o calado diminuía para 8,3 metros, enquanto no deslocamento carregado de 38,7 mil toneladas o calado chegava a 9,9 metros. Os cascos de ambos foram construídos a partir de armações de aço longitudinais sobre as quais as placas externas do casco foram colocadas e soldadas. Os cascos eram subdivididos em 21 compartimentos estanques e tinham um fundo dublo que abrangia 79 por cento do comprimento total.
A Kriegsmarine considerou que os navios tinham uma navegabilidade ruim, sendo muito pesados na proa quando totalmente equipados e muito "molhados" até a ponte. Este problema foi mitigado até certo ponto pela substituição de suas proas retas por uma "proa atlântica" curvada'; o uso da primeira torre de artilharia mesmo assim permaneceu restrito em mares bravios. Suas popas também ficavam muito "molhadas", as embarcações demoravam para começarem a virar e sempre necessitava da ajuda de rebocadores em águas rasas. Perdiam até cinquenta por cento de suas velocidades com o leme totalmente virado e alteavam em mais de dez graus. Chegaram a altear em até treze graus com o leme todo virado durante seus testes marítimos.
A tripulação consistia de 56 a sessenta oficiais mais 1 613 a 1 780 marinheiros. Eram complementadas por mais dez oficiais e 61 marinheiros quando atuavam como capitânias. Também carregavam vários barcos menores, incluindo dois barcos de piquete, duas lanchas, duas barcas, duas pinaças, dois cúteres, dois yawls e dois botes.

### Propulsão
Propulsão a diesel foi inicialmente planejada, como tinha sido usada nos três cruzadores da Classe Deutschland. Em vez disso foi decidido usar propulsão a vapor superaquecida, pois a potência total necessária para a velocidade máxima desejada era três vezes maior do que dos navios anteriores. No caso de embarcações com três eixos, isto significava mais do que o dobro por hélice do que na Classe Deutschland, enquanto no caso de quatro hélices seria de mais de quarenta mil cavalos-vapor por eixo. Estas exigências estavam muito além da tecnologia a diesel disponível na época e projetar motores que poderiam alcançar essas exigências levaria uma quantidade de tempo imprevisível. Motores a vapor superaquecidos de alta pressão já tinha se mostrado bem sucedidos e foram considerados a escolha mais adequada para maquinários de alta potência.
O Schanrhorst foi equipado com três turbinas a vapor Brown, Boveri & Cie, já o Gneisenau tinha três turbinas Germania. Cada turbina girava uma hélice de três lâminas com 4,8 metros de diâmetro. O vapor vinha de doze caldeiras Vagner de tubos d'água de pressão ultra alta a óleo combustível, funcionando a uma pressão de até 58 atmosferas (5,9 mil quilopascais) e temperaturas de até 450 graus Celsisus. Os motores tinham uma potência indicada de 160 mil cavalos-vapor (117 650 quilowatts) a 265 rotações por minuto, mas durante testes marítimos chegaram a produzir 165 930 cavalos-vapor (122 041 quilowatts) a 280 rotações por minuto. Navegando de ré a potência indicada era de 57 mil cavalos-vapor (41 911 quilowatts). A velocidade máxima projetada era de 31 nós (57 quilômetros por hora), mas os navios excederam esse valor: o Scharnhrost alcançou 31,5 nós (58,3 quilômetros por hora) e o Gneisenau fez 31,3 nós (58 quilômetros por hora). Foram projetados para carregarem 5 080 toneladas de óleo combustível, mas áreas adicionais como o espaço entre o cinturão e a antepara antitorpedo também podiam ser usados como tanques, aumentando a capacidade para 6,1 mil toneladas. Na capacidade máxima esperava-se que tivessem uma autonomia de 8,1 mil milhas náuticas (quinze mil quilômetros) a uma velocidade de dezenove nós (35 quilômetros por hora), mas nessas velocidades o Scharnhorst só pode navegar por 7,1 mil milhas náuticas (13,1 mil quilômetros) enquanto Gneisenau alcançou apenas 6,1 mil milhas náuticas (11,5 mil quilômetros).
A energia elétrica provinha de cinco usinas. Cada uma consistia em quatro geradores a diesel e oito turbogeradores. Dois geradores produziam 150 quilowatts cada e dois produziam trezentos quilowatts cada. Seis turbogeradores produziam 460 quilowatts e os restantes 230 quilowatts cada. O total era de 4 120 quilowatts a 220 volts.

### Armamento

#### Principal

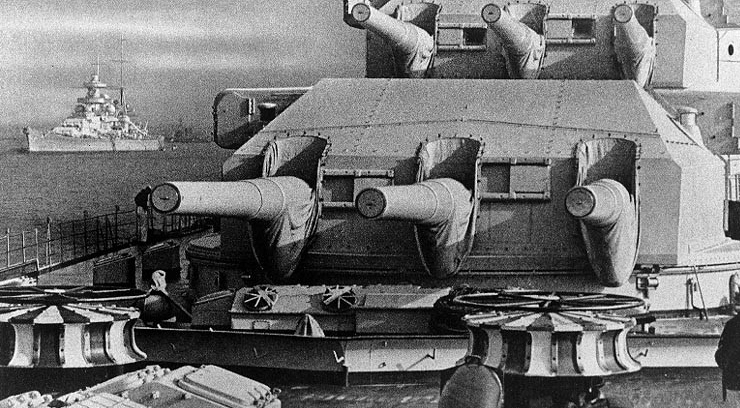
As torres de artilharia de vante do Gneisenau; o Scharnhorst está ao fundo

Os navios da Classe Scharnhorst eram armados com uma bateria principal composta por nove canhões SK C/34 calibre 54,5 de 283 milímetros montados em três torres de artilharia triplas, duas à vante da superestrutura e uma à ré. Essas armas eram uma melhora em relação ao modelo SK C/28 instalado na Classe Deutschland. O canhão de 283 milímetros era de um tamanho menor do que as baterias principais encontradas em couraçados de outras marinhas, mas muitos oficiais da Kriegsmarine ainda as preferiam por causa de sua cadência de tiro maior. Os canhões tinha à disposição três tipos diferentes de projéteis: perfurante L/4,4 que pesava 330 quilogramas e dois tipos altamente explosivos que pesavam 315 quilogramas, um tipo L/4,4 com uma espoleta na base e uma versão L/4,5 com uma espoleta na ponta. Os três tipos de projéteis usavam a mesma carga de propelente: uma antecarga RPC/38 de 42,5 quilogramas e uma carga principal RPC/38 de 76,5 quilogramas. A cadência de tiro era de 3,5 disparos por minuto.
A velocidade de saída dos projéteis perfurantes era de 890 metros por segundo. A expectativa era que trezentos disparos pudessem ocorrer antes dos canos desgastarem a ponto de precisarem ser substituídos. As armas ficavam montadas em torres de artilharia do modelo C/34. Eram nomeadas em ordem alfabética a partir da proa, sendo chamadas de "Anton", "Bruno" e "Caesar". Essas torres, semelhante a outras instalações de artilharia alemãs, tinham um sistema de rotação elétrico enquanto todas as outras operações eram hidráulicas. A massa giratória das torres era de 750 toneladas em uma barbeta interna de 10,2 metros de diâmetro, com a velocidade de rotação sendo de 7,2 graus por segundo. As torres permitiam que os canhões abaixassem até oito graus negativos e elevassem até quarenta graus na primeira e última torre, enquanto a segunda podia abaixar até nove graus negativos. Em elevação máxima tinham um alcance de 40 930 metros.
As duas embarcações foram equipadas em outubro de 1939 com um radar de artilharia Seetakt instalado em cima do telêmetro que ficava no alto da torre. Um segundo conjunto de radar do mesmo tipo foi instalado junto do telêmetro de ré em 1942 enquanto ambos estavam na França. O Seetakt operava a 368 megaciclos, inicialmente a catorze quilowatts. Os conjuntos foram posteriormente atualizados para operaram a cem quilowatts no comprimento de onda de 375 mega-hertz.

#### Secundário
O armamento secundário tinha doze canhões SK C/28 calibre 55 de 149 milímetros. Essas armas ficavam montadas em quatro torres de artilharia C/34 duplas e em quatro montagens pedestais C/35. Tanto as torres quanto as montagens pedestais podiam abaixar os canhões até dez graus negativos, enquanto as torres elevavam até quarenta graus e as montagens até 35. As armas disparavam projéteis de 45,3 quilogramas a uma cadência de tiro de seis a oito disparos por minuto. A expectativa era que 1,1 mil disparos ocorressem antes do canos desgastarem a ponto de necessitarem substituição. Os canhões nas montagens pedestais tinham um alcance de 22 quilômetros, enquanto aqueles nas torres tinham um alcance ligeiramente maior de 23 quilômetros. Os navios tinham um suprimento de 1,6 a 1,8 mil projéteis, ou 133 a 150 por canhão.
A bateria antiaérea consistia em catorze canhões C/33 calibre 65 de 105 milímetros, dezesseis canhões calibre 83 de 37 milímetros e de dez a vinte canhões de 20 milímetros. As armas de 105 milímetros tinham uma cadência de tiro de quinze a dezoito disparos por minuto e uma altura efetiva de disparo de 12,5 quilômetros. Ficavam instalados em seis montagens C/31 duplas à meia-nau, com uma dessas sobreposta à terceira torre de artilharia principal, podendo abaixar até oito graus negativos e elevar até oitenta graus. Contra alvos de superfície tinham um alcance máximo de 17,7 quilômetros a uma elevação de 45 graus. Os canhões de 105 milímetros eram controlados por quatro postos diretórios antiaéreos estabilizados. As armas de 37 milímetros ficavam em oito montagens C/30 duplas operadas manualmente. Tinham um teto efetivo de disparo de 6,8 quilômetros na elevação máxima de 85 graus, mas munições traçantes eram limitadas a 4,8 quilômetros. Tinham uma cadência de tiro de trinta projéteis por minuto.
Os tubos de torpedo triplos de 533 milímetros dos cruzadores rápidos Nürnberg e Leipzig foram removidos em março de 1941 e instalados, respectivamente, no Scharnhorst e no Gneisenau, com um lançado em cada lateral. Os couraçados foram modificados para terem um carregamento de dezoito torpedos do modelo G7a.

### Blindagem

Corte transversal de um navio da Classe Scharnhorst mostrando o esquema de blindagem na altura das salas das caldeiras

A blindagem da Classe Scharnhorst era feita de aço Krupp. O cinturão principal tinha 350 milímetros de espessura na parte central dos navios, onde as áreas mais importantes ficavam localizadas. À vante da primeira torre de artilharia ele reduzia para 150 milímetros, terminando completamente na proa. À ré da terceira torre de artilharia a espessura diminuía para duzentos milímetros e terminava em nada na popa. Atrás da parte central do cinturão havia escudos de 170 milímetros. O cinturão era feito de aço cimentado Krupp. A lateral do sistema de proteção não podia ser perfurada por um projétil de 406 milímetros de uma tonelada a qualquer distância acima de onze quilômetros.
O convés blindado superior tinha cinquenta milímetros de espessura. O convés principal tinha cinquenta milímetros na parte central, onde ficavam localizados os depósitos de munição e salas de máquinas, reduzindo-se para vinte milímetros à vante e à ré. As laterais eram inclinadas para baixo e tinham 105 milímetros, conectando-se com a extremidade inferior do cinturão em um arranjo chamado de "convés de tartaruga". As partes vitais das embarcações eram dessa forma protegidas de qualquer projétil disparado por couraçados a distâncias em que precisariam atravessar tanto o cinturão principal quanto o convés inclinado. Entretanto, a longas distâncias o convés blindado podia ser facilmente penetrado por projéteis grandes de qualquer tamanho. Todas essas seções do convés eram feitas de aço "Odin Duro".
A torre de comando de vante tinha laterais de 350 milímetros de espessura e um teto de duzentos milímetros. A torre de comando de ré era significativamente menos protegida, tendo laterais de apenas cem milímetros e teto de cinquenta milímetros. As torres de artilharia da bateria principal tinham frentes de 360 milímetros, laterais de duzentos milímetros e tetos de 150 milímetros. As barbetas das torres de artilharia principais tinham laterais de 350 milímetros, diminuindo para duzentos milímetros nas partes onde também eram protegidas pelas torres que ficavam acima. As frentes das torres de artilharia da bateria secundária tinham 140 milímetros de espessura, com laterais de sessenta milímetros e tetos de cinquenta milímetros. As montagens de 105 milímetros eram protegidas por um escudo de vinte milímetros. Todas essas blindagens também eram feitas de aço cimentado Krupp.
O sistema de proteção subaquático foi projetado para suportar um impacto direto de um torpedo com uma ogiva de 250 quilogramas; torpedos lançados por aeronaves britânicas da época tinham ogivas menores do que isso, mas os torpedos lançados por navios eram mais poderosos. A Kriegsmarine realizou vários testes de explosão subaquática em escala real com seções de blindagem tiradas do antigo couraçado pré-dreadnought Preussen. Os testes revelaram que uma construção de aço soldado resistia melhor ao impacto de uma ogiva de 250 quilogramas do que placas de aço rebitadas. A antepara antitorpedo era feita de aço "Odin Mole" e ficava atrás do cinturão principal; era rebitada porque as juntas das placas de blindagem que tivessem sido incorretamente soldadas não aguentariam suficientemente os choques da explosão. O sistema de proteção subaquática foi construído em várias camadas: a externa tinha de doze a 66 milímetros de espessura e ficava diretamente abaixo do cinturão principal, tendo sido projetada para detonar a ogiva do torpedo no impacto. Atrás da parede externa do casco ficava um grande vazio que permitiria que os gases da explosão expandissem e dissipassem. Além ficava um tanque de combustível com uma parede externa de oito milímetros que absorveria a força restante da explosão. O tanque tinha reforços longitudinais e anteparas transversais.
O sistema de proteção subaquática tinha várias falhas. Era extremamente forte à meia-nau, mas fraco nas extremidades da cidadela, onde só podia aguentar a detonação de uma ogiva de duzentos quilogramas. Outra fraqueza significativa foi o arranjo da antepara antitorpedo. Era conectada com a parte inferior do convés inclinado em um ângulo de dez graus, com duas barras rebitadas segurando-a no lugar. Essas barras estavam constantemente sob grande estresse por causa das forças de torção normais do casco. Isto, combinado com a força da explosão de uma ogiva de torpedo, era demais para as barras e elas falhavam. Além disso, a boca de trinta metros significava que a proteção tinha que ser mais fraca ao redor das torres de artilharia principais, pois um espaço significativo nessas áreas era ocupado pelos depósitos de munição e barbetas.

## Classificação
A Classe Scharnhorst foi a primeira oficialmente classificada pelos alemães como couraçados. Classes anteriores tinham sido classificadas como navios de linha ou navios blindados. A Marinha Real Britânica inicialmente a classificou como cruzadores de batalha, mas depois da guerra a reclassificou como couraçados. A Marinha dos Estados Unidos a classificou como couraçados. Em obras de língua inglesa é às vezes classificada de couraçados e às vezes de cruzadores de batalha.

## Navios
| Navio       | Construtor        | Homônimo                | Batimento           | Lançamento            | Comissionamento      | Destino                            |
| ----------- | ----------------- | ----------------------- | ------------------- | --------------------- | -------------------- | ---------------------------------- |
| Scharnhorst | Kriegsmarinewerft | Gerhard von Scharnhorst | 15 de junho de 1935 | 3 de outubro de 1936  | 7 de janeiro de 1939 | Afundado em 26 de dezembro de 1943 |
| Gneisenau   | Deutsche Werke    | August von Gneisenau    | 6 de maio de 1935   | 8 de dezembro de 1936 | 21 de maio de 1938   | Desmontado em 1951                 |

## Carreiras

### Início de serviço

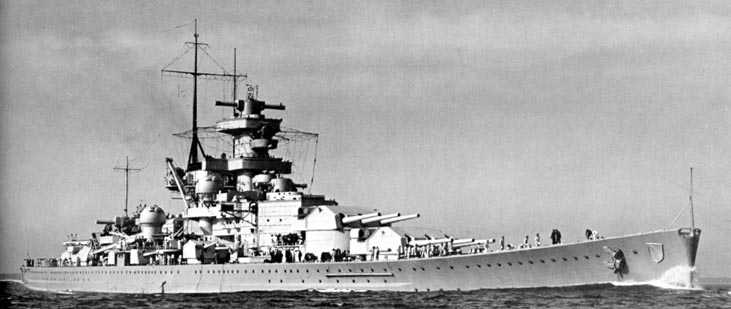
O Scharnhorst em seus testes marítimos, ainda com sua proa reta original

O batimento de quilha do Gneisenau ocorreu em 3 de maio de 1935 na Deutsche Werke em Kiel, enquanto o do Scharnhorst foi em 16 de maio na Kriegsmarinewerft Wilhelmshaven. O Scharnhorst foi lançado ao mar em 3 de outubro de 1936, seguido pelo Gneisenau em 8 de dezembro. Este sofreu pequenos danos na popa quando as correntes diminuindo sua velocidade durante seu lançamento se quebraram e a embarcação vagou até encalhar no litoral oposto. Foi comissionado em 21 de maio de 1938 e passou seu primeiro ano realizando testes marítimos e treinamentos no Mar Báltico. Essas viagens relevaram os problemas com a água na proa e ponte, levando à instalação de uma "proa atlântica" em janeiro de 1939. O Scharnhorst foi comissionado em 7 de janeiro de 1939 e também fez seus testes marítimos no Báltico. Sua baixa borda livre levou aos mesmos problemas do Gneisenau e uma "proa atlântica" foi instalada em agosto. Um grande hangar de hidroaviões também foi adicionado à meia-nau.
A Segunda Guerra Mundial começou em setembro de 1939 e os dois couraçados fizeram em 21 de novembro uma varredura entre a Islândia e as Ilhas Feroe. Nesta operação encontraram o cruzador mercante armado britânico HMS Rawalpindi, que foi afundado pelo Schanrhorst, mas no processo foi atingido por um projétil de 152 milímetros do Rawalpindi. O Schanrhorst parou para resgatar sobreviventes, mas a chegada do cruzador rápido HMS Newcastle fez os dois navios alemães fugirem.

### Noruega
O Scharnhorst e o Gneisenau formaram em 7 de abril de 1940 a principal força de cobertura para as invasões de Narvik e Trondheim na Noruega. O radar do Gneisenau detectou um contato às 4h30min de 9 de abril, iniciando a Batalha de Lofoten. Brilhos de disparo foram avistados meia hora depois daquilo que mostrou-se ser o cruzador de batalha britânico HMS Renown, que era parte da cobertura de uma operação de criação de campos minados. O Renown inicialmente disparou contra o Gneisenau a uma distância de 11,8 quilômetros. O Gneisenau acertou o navio britânico duas vezes em cinco minutos, mas foi atingido por um projétil de 381 milímetros e dois de 114 milímetros. Um destes projéteis de 114 milímetros incapacitou uma das torres de artilharia do couraçado alemão, já o projétil de 381 milímetros destruiu a estação de controle de disparo do armamento principal e incapacitou o radar. O radar de artilharia do Scharnhorst tinha sofrido problemas técnicos e assim impediu que atacasse o Renown com eficácia. O navio britânico passou a atacar o Scharnhorst a partir das 5h18min, mas manobras do couraçado permitiram que escapasse ileso. Os alemães temeram que os contratorpedeiros de escolta pudessem lançar um ataque de torpedos e assim decidiram recuar. Eles conseguiram escapar às 7h15min. O Scharnhorst teve sua primeira torre de artilharia danificada por água jorrando sobre a popa durante a fuga. Os dois couraçados então se encontraram com o cruzador pesado Admiral Hipper e foram para Wilhelmshaven.

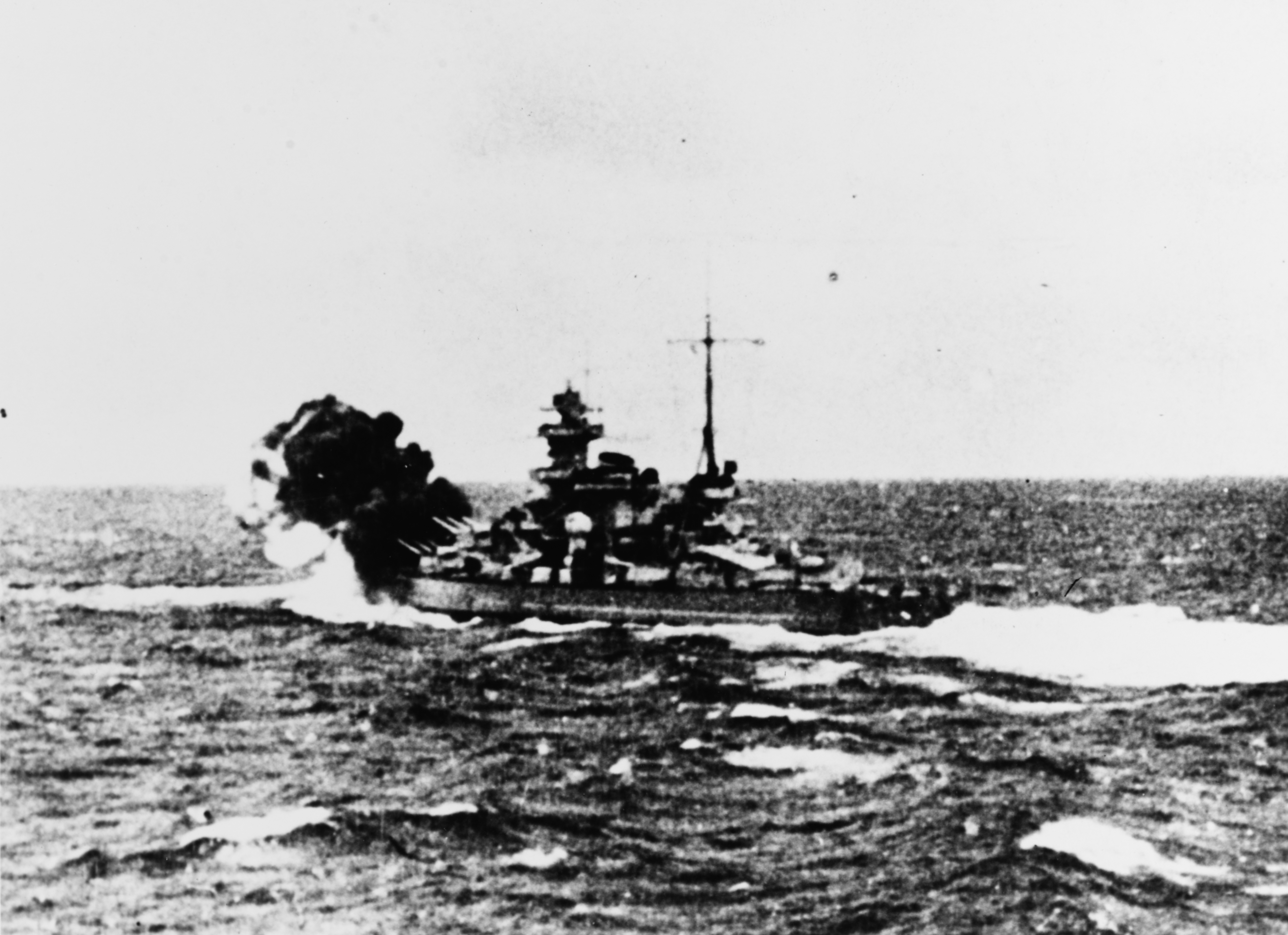
O Scharnhorst disparando contra o Glorious em 8 de junho de 1940

Os dois, o Admiral Hipper e quatro contratorpedeiros zarparam em 4 de junho para uma surtida no Mar da Noruega. O Admiral Hipper e os contratorpedeiros foram destacados para reabastecerem na Noruega depois de operações no Mar Ártico que resultaram no naufrágio de vários navios britânicos. O Scharnhorst e o Gneisenau avistaram o porta-aviões britânico HMS Glorious às 16h45min do dia 8 a uma distância de aproximadamente cinquenta quilômetros; o Glorious estava escoltado pelos contratorpedeiros HMS Acasta e HMS Ardent. Estes lançaram uma cortina de fumaça em uma tentativa de esconder o porta-aviões, mas os alemães rapidamente se aproximaram. Em meia hora a distância diminuiu para por volta da metade e os couraçados abriram fogo. O Scharnhorst acertou o Glorious a uma distância de aproximadamente 24,2 quilômetros, um dos mais longos acertos de artilharia naval na história. O Glorious foi atingido por pelo menos três projéteis e completamente destruído por incêndios, emborcando e afundando por volta das 19h00min. O Scharnhorst passou a atirar contra o Ardent e o Gneisenau contra o Acasta, que também foram afundados. O Acasta lançou quatro torpedos contra o Scharnhorst antes de afundar; o couraçado conseguiu desviar de três, mas um acertou a estibordo perto da terceira torre de artilharia. Este acerto causou danos significativos, com vários compartimentos estanques, incluindo partes da sala de máquinas de estibordo, foram inundados. O navio adquiriu um adernamento de três graus e sua proa afundou em três metros.
Os dois recuaram para Trondheim, porém a velocidade do Scharnhorst foi limitada a vinte nós (37 quilômetros por hora), com eles chegando na tarde de 9 de junho. Doze bombardeiros britânicos Lockheed Hudson da Força Aérea Real tentaram bombardear o couraçado no dia 11, mas todas erraram. Outro ataque ocorreu em 13 de junho com quinze bombardeiros Blackburn Skua lançados pelo porta-aviões HMS Ark Royal. Caças da Luftwaffe interceptaram o ataque e abateram oito aeronaves, com as sete sobreviventes alcançando o Scharnhorst. Uma bomba acertou o alvo, mas não detonou. Reparos suficientes foram feitos até 20 de junho para permitir que ele voltasse para Kiel. Mais dois ataques aéreos britânicos ocorreram, mas a defesa antiaérea do couraçado e suas escoltas conseguiram afastá-los. Relatos de navios britânicos na área forçaram a embarcação a se refugiar em Stavanger por dois dias, em seguida retomando a viagem para Kiel. Reparos foram realizados no local pelos seis meses seguintes.

### Atlântico e França
O Scharnhorst e o Gneisenau partiram no final de janeiro de 1941 para uma surtida no Oceano Atlântico com o objetivo de atacar comboios Aliados navegando entre a América do Norte e o Reino Unido. Eles avistaram o Comboio HX 106 em 8 de fevereiro, mas estava escoltado pelo couraçado HMS Ramillies, que era armado com oito canhões de 381 milímetros. Os alemães consequentemente abortaram o ataque. O Gneisenau encontrou no dia 22 três navios mercantes navegando independentemente depois de se dispersarem de um comboio. Os couraçados consequentemente abandonaram sua procura por comboios e passaram a caçar navios navegando sozinhos, com o Gneisenau afundando quatro embarcações e o Scharnhorst uma. Foi decidido se afastar das rotas do norte do Atlântico e seguir para as rotas da África Ocidental. O Scharnhorst avistou o Comboio SL 67 em 8 de março, mas novamente o ataque foi cancelada por causa da presença de outro couraçado, desta vez o HMS Malaya. Os alemães em seguida voltaram para as rotas do norte do Atlântico e no caminho o Scharnhorst afundou um cargueiro grego. Encontraram em 15 e 16 de março mais navios de um comboio dispersado, com o Scharnhorst afundando seis e o Gneisenau afundando sete, capturando mais três. Os couraçados em seguida navegaram para Brest, na França, onde chegaram no dia 22. O Scharnhorst sofreu durante a operação de repetidos problemas nos tubos de suas caldeiras e precisava passar por reparos nas instalações francesas.

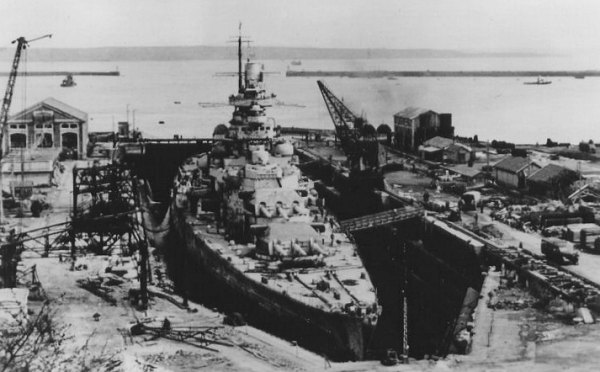
O Gneisenau em uma doca seca em Brest em abril de 1941

Brest estava facilmente no alcance de ataques aéreos do Reino Unido. Uma série de ataques começou em 30 de março. Torpedeiros atacaram o Gneisenau em 6 de abril depois dele ser levado para uma boia de amarra. Um torpedo acertou e causou danos significativos. Aproximadamente três mil toneladas de água entraram no navio, fazendo-o adernar em dois graus. O choque da explosão também causou grandes danos internos, com tanques de combustível sendo rompidos e sistemas elétricos danificados. Um rebocador foi trazido para ajudar a controlar as inundações. O Gneisenau foi para a doca seca passar por reparos, que foram prolongados por mais ataques aéreos. Bombardeiros fizeram um grande ataque contra os dois couraçados na noite de 9 para 10 de abril; o Scharnhorst escapou ileso, mas o Gneisenau foi atingido por quatro bombas que mataram 72 homens e feriram outros noventa.
Os reparos nos motores e caldeiras do Scharnhorst terminou em julho, com ele indo para La Pallice no dia 23 a fim de evitar uma concentração de unidades em Brest. Foi atacado no dia seguinte por quinze bombardeiros, sendo acertado por cinco bombas. Duas penetraram os dois conveses blindados e atravessaram o navio por completo, indo parar no fundo do mar sem detonarem. Uma outra também não detonou. Uma penetrou o convés superior perto da terceira torre de artilharia e detonou no convés blindado principal. A última certou estibordo e também detonou no convés principal. Entre 1,5 e três mil toneladas de água entraram na embarcação, criando um adernamento de oito graus depois corrigido para dois por meio de contra inundações. Houve dois mortos e quinze feridos. O Scharnhorst voltou para Brest em 25 de julho para passar por mais reparos, que desta vez duraram quatro meses.

### Corrida pelo canal

Mapa da rota dos navios alemães durante a Operação Cerberus

O Scharnhorst, Gneisenau e o cruzador pesado Prinz Eugen se preparam no início de 1942 para a Operação Cerberus, uma corrida à luz do dia pelo Canal da Mancha. A intenção era enviá-los para atuar na Noruega, de onde poderiam ajudar no ataque a comboios para a União Soviética e na defesa do país. O risco de mais danos de ataques aéreos e a perda do couraçado Bismarck em 1941 e também da maioria dos navios de suprimentos forçaram uma mudança de pensamento do comando naval sobre enviar essas embarcações em surtidas no Atlântico. Hitler ordenou que eles fossem descomissionados em Brest caso não pudessem ser evacuados.
Os navios deixaram Brest na noite de 11 de fevereiro. Foram atacados por seis torpedeiros ao leste de Dover ao meio-dia do dia 12, mas todos os torpedos erraram. O Scharnhorst detonou uma mina magnética às 15h31min e isto derrubou seus disjuntores e toda a energia elétrica. O couraçado ficou brevemente imobilizado, mas as três turbinas foram reiniciadas entre 15h49min e 16h01min e a embarcação retomou uma velocidade de 27 nós (cinquenta quilômetros por hora). Seguiram-se mais ataques aéreos, porém todos foram rechaçados por meio de manobras evasivas, disparos antiaéreos e ajuda de caças da Luftwaffe. O Scharnhorst chegou em Wilhelmshaven ao meio-dia de 13 de fevereiro, sendo transferido dois dias depois para Kiel a fim de passar por reparos que duraram até julho.
O Gneisenau e o Prinz Eugen prosseguiram enquanto o Scharnhorst estava imobilizado. Foram atacados às 14h45min por bombardeiros, mas caças conseguiram rechaçá-los. Vários outros ataques aéreos ocorreram, todos também sem sucesso. Cinco contratorpedeiros tentaram um ataque de torpedos às 16h17min, mas a artilharia do Gneisenau e Prinz Eugen danificou um e forçou os outros a recuarem. O Gneisenau bateu em uma mina perto Terschelling que causou pequenos danos ao casco, mas o choque da explosão danificou suas três turbinas. O couraçado ficou parado por trinta minutos enquanto reparos temporários eram realizados. Chegou à Heligolândia às 3h50min de 13 de fevereiro.

### Fim doScharnhorst
Foi decidido em janeiro de 1943 enviar o Scharnhorst para a Noruega junto com o Prinz Eugen e vários contratorpedeiros. Tentativas de zarpar nos dias 7 e 23 foram abortadas por relatos de grandes atividades em bases aéreas britânicas. Uma terceira tentativa em 10 de fevereiro terminou quando o couraçado encalhou enquanto tentava evitar uma colisão com um submarino. Reparos duraram até o dia 26. O Scharnhorst e quatro contratorpedeiros conseguiram deixar Gotenhafen em 8 de março e chegaram em Narvik seis dias depois. Escassez de combustível impediu operações das embarcações na Noruega nos seis meses seguintes, incluindo do couraçado Tirpitz e do cruzador pesado Lützow.
O Scharnhorst recebeu ordens em dezembro de interceptar o Comboio JW 55B. Ele operaria com apenas cinco contratorpedeiros, pois o Tirpitz tinha sido danificado por um ataque britânico em setembro e o Lützow estava em sua manutenção periódica. A localização do comboio foi estabelecida no dia 25 e o navio zarpou às 19h00min sob o comando do contra-almirante Erich Bey. Os britânicos interceptaram e decodificaram as transmissões alemãs e descobriram suas intenções. Os cruzadores rápidos HMS Sheffield e HMS Belfast mais o cruzador pesado HMS Norfolk foram posicionados para bloquear o navio alemão. O couraçado HMS Duke of York, capitânia do vice-almirante Bruce Fraser, estava a mais de 360 quilômetros de distância e mudou de rumo para interceptar o Scharnhorst depois deste ter feito contato com os três cruzadores. O Belfast detectou o couraçado com seu radar às 8h40min do dia 26 e ele foi avistado visualmente por vigias do Sheffield quarenta minutos depois a uma distância de onze quilômetros. O Belfast disparou projéteis iluminadores pouco depois e o Norfolk abriu fogo, acertando o Scharnhorst duas vezes em vinte minutos. O segundo acerto destruiu o radar de vante.

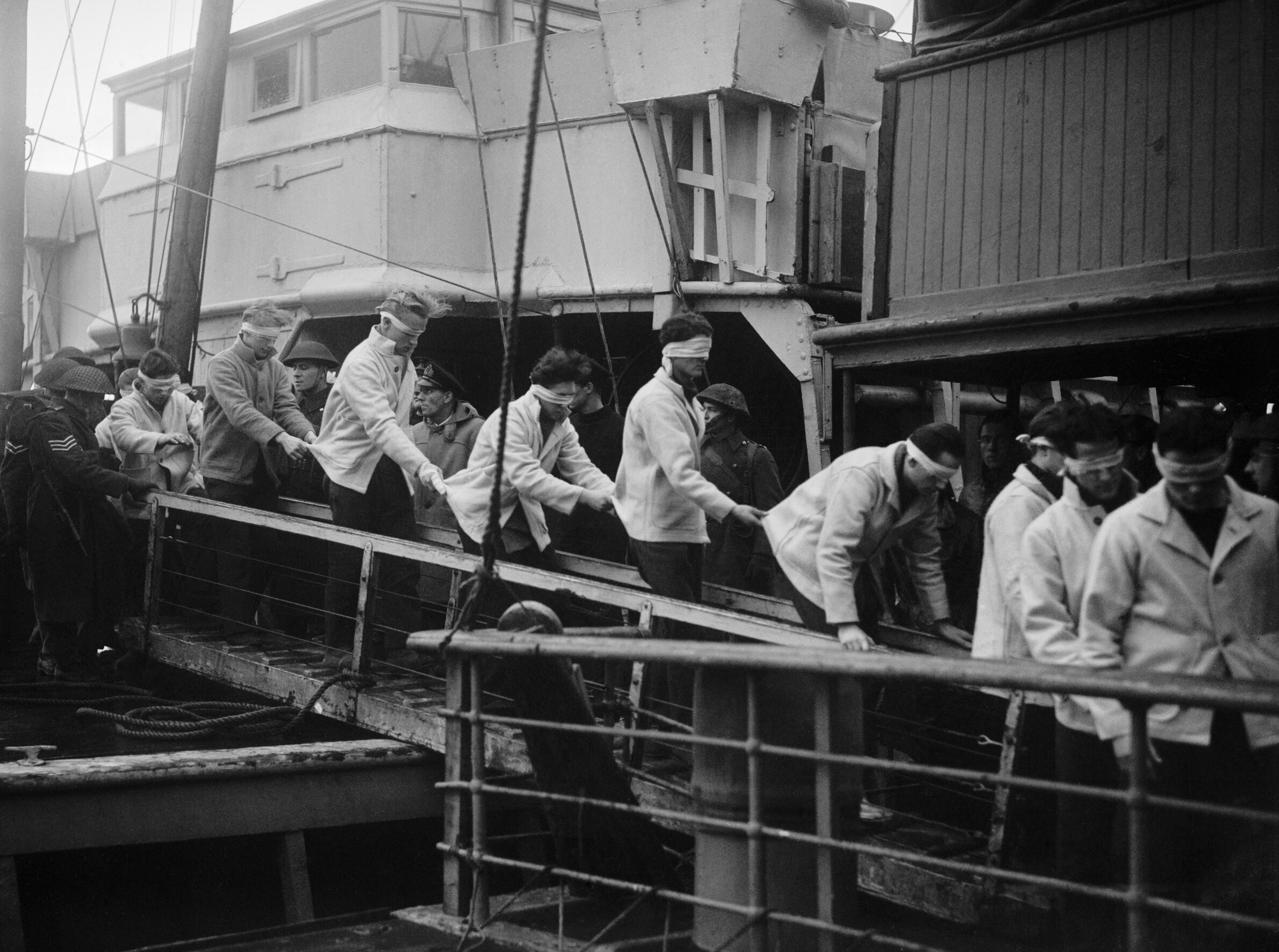
Sobreviventes do Scharnhorst desembarcando em Scapa Flow

O couraçado alemão se afastou às 10h00min usando sua velocidade superior e retomou sua busca pelo comboio. O Belfast o detectou novamente duas horas depois e em vinte minutos o alcançou. O Scharnhorst desta vez acertou o Norfolk duas vezes às 12h23min. Um acerto incapacitou uma torre de artilharia e o segundo abriu um buraco no casco e incapacitou seu radar. Estilhaços de quase acertos choveram sobre o Sheffield. O navio alemão novamente acelerou às 12h41min e se afastou. Os britânicos o seguiram e repassaram sua posição ao Duke of York. Bey decidiu encerrar a busca pelo comboio às 13h15min e voltar para a Noruega. Os britânicos se aproximaram pouco antes das 17h00min e o Belfast disparou mais projéteis iluminadores, com Duke of York abrindo fogo com sua bateria principal. Um acerto incapacitou a primeira torre de artilharia do Scharnhorst às 18h00min, enquanto outro penetrou a parte superior do cinturão e causou danos significativos nas salas de máquinas. Este acerto temporariamente reduziu sua velocidade para oito nós (quinze quilômetros por hora), mas reparos rapidamente permitiram que voltasse a navegar a 22 nós (41 quilômetros por hora).
Disparos do Scharnhorst acertaram o mastro do Duke of York e incapacitaram seus radares de superfície, forçando o couraçado britânico a cessar fogo às 18h24min depois de ter atingido o couraçado alemão pelo menos treze vezes. Os acertos do Duke of York incapacitaram a maioria dos armamentos do Scharnhorst. Fraser ordenou que seus contratorpedeiros se aproximassem e lançassem torpedos. O navio alemão foi acertado por pelo menos quatro torpedos lançados pelo britânico HMS Scorpion e pelo norueguês KNM Stord. Estes acertos causaram enormes inundações e reduziram a velocidade para doze nós (22 quilômetros por hora). O Duke of York então se aproximou para apenas 9,1 quilômetros a fim de disparar mais vezes. Nesta altura, apenas a terceira torre de artilharia do Scharnhorst ainda estava operante e os artilheiros sobreviventes transferiram manualmente munições das duas primeiras torres para a terceira. Sua velocidade continuou a diminuir à medida que mais água entrava no casco, caindo para apenas cinco nós (9,3 quilômetros por hora). O cruzador rápido HMS Jamaica lançou três torpedos às 19h25min seguido por mais seis lançados pelo Belfast. Vários contratorpedeiros também aproximaram-se e lançaram os seus, porém não se sabe quantos acertaram o couraçado por causa da fumaça e da névoa. O Scharnhorst estava com um grande adernamento e baixo na água. Ele emborcou para estibordo às 19h45min e afundou com as hélices ainda girando. De uma tripulação de 1 968 oficiais e marinheiros, apenas 36 sobreviveram. Bey estava entre os mortos.

### Fim doGneisenau

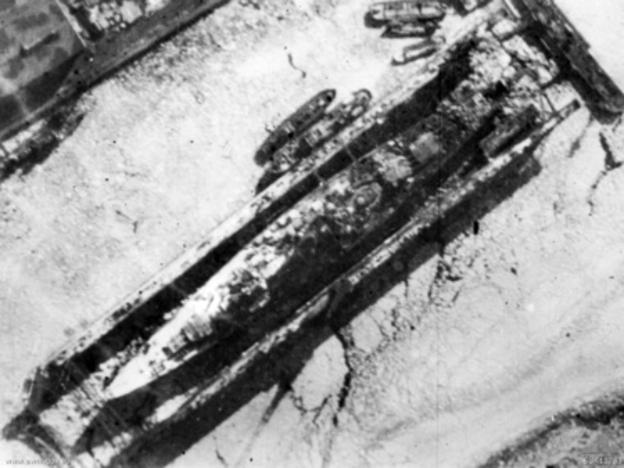
O Gneisenau em uma doca seca flutuante em Kiel em março de 1942

O Gneisenau também seria enviado para a Noruega, mas sofreu danos durante um ataque aéreo na noite de 26 para 27 de fevereiro de 1942. Uma bomba penetrou seu convés blindado à vante da primeira torre de artilharia e estilhaços detonaram a munição no depósito, causando enormes danos na proa e queimando a primeira torre; 112 homens morreram e outros 21 ficaram feridos. Foi estimado que os reparos demorariam dois anos. Consequentemente, foi determinado que seria mais eficiente se, durante o período de reparos, as torres de artilharia triplas de 283 milímetros fossem substituídas por torres de artilharia duplas de 380 milímetros. Para isto seria necessário alongar o casco em dez metros a fim de proporcionar flutuabilidade adicional, bem como refazer o sistema elétrico. A segunda e terceira torres de artilharia deveriam ser removidas e enviadas para Noruega com o objetivo de servirem como baterias costeiras.
A embarcação partiu de Kiel para Gotenhafen em 4 de abril. Os trabalhos de reparo e conversão começaram nesse local: a proa destruída foi removida, enquanto a segunda e terceira torres de artilharia foram desmontadas para serem despachadas para a Noruega. A Krupp construiu novas torres de 380 milímetros que exigiriam que as estruturas das barbetas fossem reforçadas para aguentarem o peso. Os trabalhos de reparo foram finalizados em sua maior parte até o início de 1943 e o Gneisenau estava pronto para receber sua nova proa e torres de artilharia. Entretanto, o fracasso de forças de superfície alemãs de destruírem um comboio em 31 de dezembro de 1942 fez Hitler ordenar que todos os navios de superfície de grande porte da Kriegsmarine fossem desmontados. Os trabalhos no couraçado foram encerrados e todos os materiais desviados para outros projetos.
O Gneisenau foi desarmado e praticamente abandonado no porto. O Exército Vermelho estava se aproximando de Gotenhafen no início de 1945 e assim o couraçado foi rebocado para a entrada do porto e afundado em 23 de março como um bloqueio marítimo. Uma empresa polonesa reflutuou os destroços em 12 de setembro de 1951 e eles foram desmontados como sucata. Sua terceira torre de artilharia permanece até hoje no Forte Austrått em Trondheim; o governo norueguês chegou a oferecer o devolução da torre à Alemanha para exposição em um museu, mas isto foi recusado. Os canhões de 149 milímetros tinham sido enviados para a Dinamarca e instalados como baterias costeiras. Foram assumidos pelo Exército Dinamarquês após a guerra, com duas torres sendo transferidas para Stevnsfort em 1952. Essas armas foram colocadas na reserva em 1984, mas continuaram a serem disparadas anualmente em treinamentos. Foram usadas pela última vez em 2000, com a fortaleza se transformada em um museu.